# Siergiej Szakurow
Siergiej Kajumowicz Szakurow (ros. Серге́й Каюмович Шаку́ров; ur. 1 stycznia 1942 w Moskwie) – radziecki i rosyjski aktor teatralny i filmowy, Ludowy Artysta RFSRR (1991), laureat Nagrody Państwowej ZSRR (1980), kawaler Orderu Honoru (2002).

## Życiorys
Urodził się w Moskwie w rodzinie rosyjsko-tatarskiej. Ojciec, Kajum Tufitowicz Szakurow, był zawodowym myśliwym. Matka, Olga Siergiejewna z domu Szczogoliewa, była ciotką znanego radzieckiego karykaturzysty.
Siergiej Szakurow jako dziesięciolatek poważnie zajął się akrobatyką, stając się później mistrzem w tej dziedzinie sportu. W siódmej klasie wstąpił do kółka dramatycznego. Po ukończeniu szkoły w 1961 r., z rekomendacji słynnego dramatopisarza Wiktora Rozowa, Szakurow został zapisany do studium przy Centralnym Teatrze Dziecięcym w Moskwie.
W 1964 r. ukończył studium i jako młody aktor rozpoczął pracę w moskiewskim Teatrze na Małej Bronnej, debiutując w spektaklu „Śmierć Iwana Groźnego”. Rok później został przyjęty do zespołu Centralnego Teatru Akademickiego Armii Radzieckiej. Od 1971 r. pracował w Teatrze Dramatycznym im. Stanisławskiego. Obecnie jest aktorem Moskiewskiego Teatru Młodego Widza.
Ma w swoim dorobku ok. 40 ról teatralnych, m.in. w sztukach L. Tołstoja („Żywy trup”), A. Tołstoja („Śmierć Iwana Groźnego”), A. Czechowa („Iwanow”), W. Szekspira („Hamlet”).
Na dużym ekranie zadebiutował w 1966 r., występując w roli głównej w filmie Manosa Zachariasa Jestem żołnierzem, mamo, gdzie zagrał Piegakowa, upartego i niepoddającego się rygorom dyscypliny rekruta, z którym styka się doświadczony starszyna (Walentin Zubkow). Wystąpił w około osiemdziesięciu filmach, m.in. Wadima Abdraszytowa, Andrzeja Wajdy, Andrieja Konczałowskiego, Jegora Konczałowskiego, Emila Loteanu, Nikity Michałkowa, Ałły Surikowej, Piotra Todorowskiego, Marlena Chucyjewa, Swietłany Drużyniny.
Został członkiem jury Wyższej Ligi Klubu Wesołych i Bystrych (Высшая лига КВН) – popularnego rosyjskiego teleturnieju o charakterze humorystycznym.

## Życie prywatne
Małżeństwa i dzieci:
- z Natalią Olieniewą (Наталья Оленева), aktorką Centralnego Teatru Dziecięcego, ma syna Iwana (ur. 1969)
- z Tatianą Koczemasową (Татьяна Кочемасова), również aktorką, ma córkę Olgę (ur. 1986), rozwiedzeni[2]
- z Jekatieriną Babałową (Екатерина Бабалова; ślub cywilny), producentem teatralnym, ma syna Marata (ur. 2004)

## Filmografia
1. 1966 – Jestem żołnierzem, mamo („Я солдат, мама”; Ja sołdat, mama) - Piegakow (Пегаков)
2. 1967 – Obudźcie Muchina! („Разбудите Мухина!”, Razbuditie Muchina!) - Sasza Muchin (Саша Мухин)
3. 1967 – Odwet („Возмездие”, Wozmiezdie)
4. 1969 – Karzący („Каратель”, Karatiel)
5. 1970 – Na lazurowym stepie („В лазоревой степи”, W łazoriewoj stiepi)
6. 1970 – Był miesiąc maj („Был месяц май”; Był miesiac maj) - Margoslin (Маргослин)
7. 1970 – Przejazdem w Moskwie… („В Москве проездом…”, W Maskwie projezdom…) - Stiopa (Стёпа)
8. 1971 – Miesiąc sierpień („Месяц август”, Miesiac awgust)
9. 1972 – Na rogu Arbatu i ulicy Bubulinas („На углу Арбата и улицы Бубулинас”, Na ugłu Arbata i ulicy Bubulinas) - Giena (Гена)
10. 1972 – Czwarty (Четвёртый”, Czetwiortyj) - Dick, amerykański lotnik (Дик)
11. 1974 – Swój wśród obcych, obcy wśród swoich („Свой среди чужих, чужой среди своих”, Swoj sredi czużych, czużoj sredi swoich) - Zabielin (Забелин)
12. 1975 – Zapamiętajmy to lato („Сто дней после детства”, Sto dniej poslie dietstwa) - Siergiej (Сергей)
13. 1978 – Syberiada („Сибириада”) - Spirydion Sołomin (Спиридон Соломин)
14. 1979 – Kęs chleba („Вкус хлеба”, Wkus chlieba) - dyrektor sowchozu Stiepan Sieczkin (Степан Сечкин)
15. 1979 – Wiarą i prawdą („Верой и правдой”; Wieroj i prawdoj) - Siergunia (Сергуня)
16. 1980 – Ratownik („Спасатель”, Spasatiel)
17. 1980 – Krach operacji „Terror” („Крах операции «Террор»”) - czekista Iwan Wasylewicz, „eser Pronin” („эсер Пронин”)
18. 1981 – Żart? („Шутка?”, Szutka?)
19. 1981 – Portret żony artysty („Портрет жены художника”, Partriet żeny chudożnika) - Paweł (Павел)
20. 1981 – Dwie linie drobnym drukiem (Две строчки мелким шрифтом, Dwie stroczki miełkim szriftom) - Gołubcow (Голубцов)
21. 1981 – Wszystkim dziękuję! (Всем – спасибо!)
22. 1981 – Ukochana mechanika Gawriłowa („Любимая женщина механика Гаврилова”, Liubimaja żenszczina mechanika Gawriłowa) - Gawriłow (Гаврилов)
23. 1990 – Rozpad („Распад”) - Żurawliow (Журавлёв)
24. 1990 – Samobójca („Самоубийца”)
25. 1990 – Psia uczta („Собачий пир”, Sabaczij pir) - Arkadij
26. 1990 – Wróg ludu - Bucharin („Враг народа – Бухарин”, Wrag naroda - Bucharin) - Stalin
27. 1991 – Armawir („Армавир”) - Aksiuta (Аксюта)
28. 1991 – Stworzenie Boże („Божья тварь”, Boża twar) - Aleksiej Syczow (Алексей Сычёв)
29. 1992 – Wola („Воля”)
30. 1992 – Szwadron - porucznik Jegor Łukicz Żuryn
31. 1994 – Psy 2. Ostatnia krew - pułkownik Jakuszyn
32. 1994 – Powieść w stylu rosyjskim („Роман в русском стиле”, Roman w russkom stile, Roman 'alla russa')
33. 1994 – Sam pośrodku Rosji („Один посреди России”, Adin pasredi Rassii)
34. 1994 – Hagi-Tragger („Хаги-Траггер”) - Al Harun (Аль Гарун)
35. 1995 – Żurawina w cukrze („Клюква в сахаре”, Kliukwa w sacharie) - Aleksandr Wasilewicz Jołkin (Александр Васильевич Ёлкин)
36. 1997 – Walc-Boston („Вальс-Бостон”)
37. 2000 – Wspomnienia o Sherlocku Holmsie (Воспоминания о Шерлоке Холмсе), serial telewizyjny - Jonathan Small
38. 2000 – Tajemnica Bożego Narodzenia („Рождественская мистерия”, Rażdestwiensaja misteria)
39. 2000 – Pan Tadeusz - kapitan Nikita Nikitycz Ryków (kpt. Rykow)
40. 2000-2001 – Tajemnice przewrotów pałacowych. Cz. 1-4 (Тайны дворцовых переворотов, Tajny dworcowych pierieborotow) - Aleksandr Mienszykow
41. 2001 – Dzikuska (Дикарка, Dikarka) - Aleksandr Lwowicz Aszmietiew (Александр Львович Ашметьев)
42. 2002 – Pamiętnik kamikadze („Дневник камикадзе”, Dniewnik kamikadze)
43. 2002 – Antykiller („Антикиллер”) - Krest (Крест)
44. 2003 – Antykiller 2: Antyterroryści („Антикиллер 2: Антитеррор”) - Krest (Крест)
45. 2005 – Wszystkim - dzięki! („Всем – спасибо!”, Wsiem - spasibo!)
46. 2005 – Breżniew („Брежнев”) - Leonid Breżniew
47. 2006 – Blacha („Жесть”, Żest') - główny lekarz
48. 2006 – Uskok („Сдвиг”, Sdwig)
49. 2007 – Konserwy (Консервы) - Foma
50. 2007 – Na drodze do serca („На пути к сердцу”, Na puti k serdcu) - Leonid Andriejewicz Sołodownikow
51. 2007 – Paragraf 78 („Параграф 78”) - członek sądu wojskowego
52. 2008 – Głupia gwiazda („Глупая звезда”, Głupaja zwiezda) - Eduard Romanowicz
53. 2009 – Antykiller DK („Антикиллер ДК”) - Krest (Крест)
54. 2009 – O, szczęściarzu! (О, счастливчик!; O, sczastliwczik!) - Konstantin Hermanowicz (Константин Германович)
55. 2009 – Prywatne dochodzenie emerytowanego pułkownika. Data jego własnej śmierci („Частный сыск полковника в отставке. Дата собственной смерти”, Czastnyj sysk pałkownika w otstawkie. Data sobstwiennoj smierti) - Walerij Pietrowicz Chodasiewicz (Валерий Петрович Ходасевич)
56. 2010 – Prywatne dochodzenie emerytowanego pułkownika 2. Prezent od Perfumiarza („Частный сыск полковника в отставке 2. Сувенир от Парфюмера”, Czastnyj sysk pałkownika w otstawkie 2. Suwenir ot Parfiumiera) - Walerij Pietrowicz Chodasiewicz (Валерий Петрович Ходасевич)
57. 2010 – Pirat i piratka („Пират и пиратка”)
58. 2010 – Zworykin-Muromiec („Зворыкин-Муромец”) - Zworykin